# Hildegard Körner
Hildegard Körner (República Democrática Alemana, 20 de diciembre de 1959) fue una atleta alemana, especializada en la prueba de 1500 m en la que llegó a ser subcampeona mundial en 1987.

## Carrera deportiva
En el Mundial de Roma 1987 ganó la medalla de plata en los 1500 metros, corriéndolos en un tiempo de 3:58.67 segundos, llegando a meta tras la soviética Tetyana Samolenko y por delante de rumana Doina Melinte.